# Софиево
Софиево или Софиевка (на украински: Софіївка) е село в южна Украйна, част от Бердянски район на Запорожка област. Населението му е около 538 души (2001).

## География
Разположено е на 51 m надморска височина в Черноморската низина, на 16 km северно от бреговете на Азовско море и на 25 km северозападно от град Бердянск.

## История
Софиевка е основана през 1862 година като село на бесарабски българи от Шикирликитай, преселили се в Таврия, след присъединяването на Южна Бесарабия към Румъния. Мястото е било известно с ногайското си име Айтамагали. Селото първоначално е наречено Шикирликитай, а по-късно е преименувано на Софиевка.
На 12 ноември 1877 година е осветена църквата „Св. св. Константин и Елена“ в селото. През 1897 година Софиевка има 1043 жители, а през 1904 - 910. Според днанни, публикувани от Михаил Греков, към 1912 година Софиевка има едно училище, с двама учители и 128 ученика.
През 1924 година селото е част от Андровски район. Жителите му са 1399 души, от които 1347 - българи.
Писателят Мишо Хаджийски през 1943 година отбелязва, че Софиево е известно с памучните си ниви. Всяка година се сеят до 3000-5000 дка памук.